# Fred Alderman

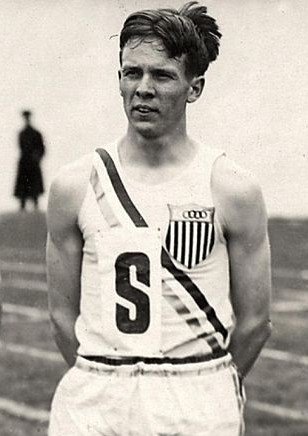
Fred Alderman 1928

Fred Alderman (Frederick Pitt Alderman; * 24. Juni 1905 in Lansing, Michigan; † 15. September 1998 in Social Circle, Georgia) war ein US-amerikanischer Sprinter, der in den späten 1920er Jahren im 400-Meter-Lauf erfolgreich war. Seine Spezialstrecke waren die 400 Meter. Er startete für die University of Michigan.

## Erfolge
Seine Erfolgsjahre waren die Jahre 1927 und 1928.
- 1927 gewann er drei Meistertitel:
  - 100 yds in 9,9 s (NCAA)
  - 220 yds in 21,1 s (NCAA) und
  - 440 yds in 48,8 s (IC4A)
- 1928 bei den Olympischen Sommerspielen in Amsterdam gewann er in der 4-mal-400-Meter-Staffel als Mitglied der US-amerikanischen Mannschaft, die in der Besetzung George Baird, Emerson Spencer, Alderman und Ray Barbuti antrat, in der Weltrekordzeit von 3:14,2 min die Goldmedaille vor Deutschland (Silber in 3:14,8 min) und Kanada (Bronze in 3:15,4 min).

In den Einzelrennen war er nicht am Start.
Bei den Olympischen Sommerspielen 1996 in Atlanta gehörte der 91-jährige Alderman zu den Fackelträgern.